# William Chittick
William C. Chittick (1943) es un filósofo, escritor, traductor e intérprete de textos filosóficos y místicos clásicos sobre el islam. Es conocido por su trabajo sobre Rumi e Ibn Arabi y ha escrito extensamente sobre la escuela de Ibn Arabi y la filosofía y cosmología islámicas.

## Biografía
Nacido en Milford, Connecticut, Chittick finalizó su BA en el College of Wooster de Ohio y luego completó un PhD en literatura persa en la Universidad de Teherán bajo la supervisión de Seyyed Hosein Nasr en 1974. Enseñó religión comparada en la Sharif University of Technology y abandonó Irán antes de la Revolución. Chittick es actualmente Profesor Distinguido en el Departamento de Estudios Asiáticos y Asiático-Americanos en la Universidad de Stony Brook. Fue galardonado con la Beca Guggenheim por sus contribuciones académicas en 2014.

## Obra

### Libros
- The Sufi Doctrine of Rumi: An Introduction (Tehran: Aryamehr University Press, 1974).
- The Sufi Path of Love: The Spiritual Teachings of Rumi (Albany: State University of New York Press, 1983).
- The Sufi Path of Knowledge: Ibn al-'Arabi's Metaphysics of Imagination (Albany: State University of New York Press, 1989).
- Imaginal Worlds: Ibn al-'Arabi and the Problem of Religious Diversity (Albany: State University of New York Press, 1994).
- With Sachiko Murata, The Vision of Islam (New York: Paragon, 1994).
- Varolmanın Boyutları (The Dimensions of Existence) A collection of seventeen essays edited and translated by Turan Koç (Istanbul: Insan Yayınları, 1997).
- The Self-Disclosure of God: Principles of Ibn al-'Arabi's Cosmology (Albany: State University of New York Press, 1998).
- Sufism: A Short Introduction (Oxford: Oneworld, 2000).
- The Heart of Islamic Philosophy:The Quest for Self-Knowledge in the Teachings of Afdal al-Din Kashani (Oxford: Oxford University Press, 2001).
- Ibn 'Arabi: Heir to the Prophets (Oxford: Oneworld, 2005).
- The Sufi Doctrine of Rumi: Illustrated Edition (Bloomington, IN: World Wisdom, 2005).
- Science of the Cosmos, Science of the Soul: The Pertinence of Islamic Cosmology in the Modern World (Oxford: Oneworld, 2007).
- With Sachiko Murata and Tu Weiming, The Sage Learning of Liu Zhi: Islamic Thought in Confucian Terms (Cambridge, MA: Harvard University Asia Centre, 2009).
- In Search of the Lost Heart: Explorations in Islamic Thought. An anthology of Chittick's writings (from 1975 to 2012) edited by Mohammed Rustom, Atif Khalil, and Kazuyo Murata (Albany: State University of New York Press, 2012).
- Divine Love: Islamic Literature and the Path to God (New Haven: Yale University Press, 2013).

### Artículos seleccionados
- "Il sufismo operativo in Rumi" (translated into Italian by Elémire Zolla), Conoscenza religiosa, Vol. 3 (1975), pp. 272–288
- "A Shadhili Presence in Shi'ite Islam?", Sophia Perennis, Vol. 1, No. 1 (1975), pp. 97–100
- "Ibn `Arabi's own Summary of the Fusûs: 'The Imprint of the Bezels of Wisdom'", Sophia Perennis, Vol. 1 No. 2 (1975), pp. 88–128
- ""Matâli`-i îmân" by Sadr al-Dîn Qûnawî [d. 1273], edition of the Persian text", Sophia Perennis, Vol. 4, No. 1 (1978), pp. 57–80
- "The Last Will and Testament of Ibn ‘Arabi’s Foremost Disciple and Some Notes on its Author", Sophia Perennis, Vol. 4, No. 1 (1978), pp. 43–58
- "The Perfect Man as the Prototype of the Self in the Sufism of Jāmī", Studia Islamica, No. 49 (1979), pp. 135–157
- ""Lama'at (Divine Flashes [of Fakhruddin 'Iraqi]), Selections Translated" (with P.L. Wilson)", Gnosis, Vol. 7-8 (1979), pp. 23-46
- "Commentary on a Hadith by Sadr al-Din Qunawi", Alserat, Vol. 4, No. 1, (1980), pp. 23-30. Translated by Grazia Marchianò, "Un commento esoterico di Sadr Al-Din Qunawi." Conoscenza religiosa, 1983/1, pp. 10–17
- "Sultan Burhan al-Din's Sufi Correspondence", Wiener Zeitschrift für die Kunde des Morgenlandes, Vol. 73 (1981), pp. 33–45
- "Sadr al-Dīn Qūnawī on the Oneness of Being", International Philosophical Quarterly 21 (2):171-184 (1981)
- "Mysticism versus Philosophy in Earlier Islamic History: The Al-Ṭūsī, Al-Qūnawī Correspondence", Religious Studies, Vol. 17, No. 1 (Mar., 1981), pp. 87–104
- "Jami on Divine Love and the image of wine", Studies in Mystical Literature, Vol. 1, No. 3 (1981), pp. 193–209
- "The Five Divine Presences: From al-Qunawi to al-Qaysari", Muslim World, 72 (1982), pp. 107–28. Turkish translation by Turan Koç, "Bes Ilahî Hazret: el-Konevî'den el-Kayserî'ye," Uluslararasi Davud el-Kayserî Sempozyumu. Ankara: Kayserî Büyüksehir Belediyese Kültür Müdürlügü, 1998, pp. 347–63
- "Words of the All-Merciful", Parabola, Vol. 8, No. 3 (1983), pp. 18–25
- "The chapter headings of the Fusus", Journal of the Muhyiddin Ibn 'Arabi Society, Vol. 2, 1984, pp. 41–94
- "Beatific Vision and Poetic Imagery in Bahâ' Walad", Studies in Mystical Literature, Vol. 5, No. 2 (1985), pp. 21–32; also Sufi, Vol. 7 (1990), pp. 5–9
- "Islam and the Loss of Equilibrium", Journal of Dharma, Vol. 10, No. 1 (1985), pp. 42–59; also Islamic Quarterly, Vol. 20 (1986), pp. 165–178
- "Rumi's View of Imam Husayn", Alserat, Vol. 12, No. 1-2 (1986), pp. 3–12. Translated into Persian by Hasan Lâhûtî as "Imâm Husayn dar Nagâh-i Mawlawî", Mîrâth-i Jâwîdân, Vol. 17 (1376/1997), pp. 92–95; also in Gulistân, Vol. 2, No. 3 (1377/1998), pp. 107–18
- "Belief and Transformation: The Sufi Teachings of Ibn al-`Arabî", The American Theosophist, Vol. 74, No. 5 (1986), pp. 181–192
- "'God Surrounds all Things': An Islamic Perspective on the Environment", The World and I, Vol. 1, No. 6 (June 1986), pp. 671–678
- ""Rumi's View of Death" Alserat, Vol. 13, No. 2 (1987), pp. 30–51
- "From the Meccan Openings: The Myth of the Origin of Religion and the Law", The World and I, Vol. 3, No. 1 (January 1988), pp. 655–665
- "Death and the World of Imagination - Ibn al-Arabi's Eschatology", The Muslim World, 78 (1988), pp. 51–82.  Turkish translation by T. Koç. Yeldi Iklim 2, May 1992, pp. 41–46. Italian translation by Walter Librale, “La morte et il ‘mundo immaginale’: l’escatologia akbariana", Perennia Verba, Vol. 4 (2000), pp. 59–106
- "The World of Imagination and Poetic Imagery According to Ibn al-`Arabî", Temenos, Vol. 10 (1989), pp. 99–119
- "The Love Song of Ayatollah Khomeini" (with P. Clawson)", The New Republic (Sept. 4, 1989), p. 35
- ""Khwâja Khurd's Treatise on the Gnostic", Sufi, Vol. 5 (1990), pp. 11–12. Persian as "Risâla-yi 'ârif-i Khwâja Khurd", Sûfî, Vol. 4 (1368 [1989]), pp. 22–25
- "The Theological Roots of War and Peace in Islam", Islamic Quarterly, Vol. 34 (1990), pp. 145–163
- "The Islamic Concept of Human Perfection" The World and I, Vol. 6, No. 2 (February 1991), pp. 498–513
- "Ebn al-`Arabi as Lover", Sufi, Vol. 9 (1991), pp. 6–9. Persian translation by S. Hamza'î, Sûfî, Vol. 13 (1370/1991), pp. 12–17.
- "The Bodily Positions of the Ritual Prayer", Sufi, Vol. 12 (1991–92), pp. 16–18. French translation by E. de Longrée as "Les gestes de la prière en Islam", Initiations, Vol. 7 (1991–92), pp. 15–19
- "The Way of the Sufi", Sufi, Vol. 14 (1992), pp. 5–10
- "Notes on Ibn al-'Arabî's Influence in India", Muslim World, Vol. 82 (1992), pp. 218–41
- "Khwâja Khurd wa risâla-yi Nûr-i wahdat-i way", Iran Nameh, Vol. 11, No. 1 (1993), pp. 101–20
- "The Spiritual Path of Love in Ibn al-'Arabi and Rumi", Mystics Quarterly, Vol. 19, No. 1 (March 1993), pp. 4–16
- "Meetings with Imaginal Men", Sufi, Vol. 19 (1993), pp. 8–13.
- "Ahmad Sam`ânî on Divine Mercy", Sufi, Vol. 27 (1995), pp. 5–11
- "The Divine Roots of Human Love", Journal of the Muhyiddin Ibn 'Arabi Society, Volume 17, 1995
- "The Muhammadan Inheritance", Horizons Maghrébins, Vol. 30 (Hiver 1995), pp. 55–61; reprinted in Iqbal Review, Vol. 38, 1997, pp. 141–50
- "Presence with God", Journal of the Muhyiddin Ibn 'Arabi Society, Vol. 20, 1996, pp. 15–32
- "Can the Islamic Intellectual Heritage be Recovered?", Iqbal Review, Vol. 40, No. 3 (1998), pp. 11–25
- "The Pertinence of Islamic Cosmology: Reflections on the Philosophy of Afdal al-Din Kashani", Journal of Religious Thought (Andîsha-yi dînî, Shiraz University), Vol. 1 (1999), pp. 3–20
- "Words to the Wise", Sufi, Vol. 42 (1999), pp. 41–43
- "Time, Space, and the Objectivity of Ethical Norms: The Teachings of Ibn al-'Arabī",  Islamic Studies, Vol. 39, No. 4, Special Issue: Islam and Science (Winter 2000), pp. 581–596
- "On the Teleology of Perception", Transcendent Philosophy, Vol. 1 (2000), pp. 1–18
- "The Goal of Islamic Philosophy: Reflections on the Works of Afdal al-Din Kashani", Sacred Web, Vol. 5 (2000), pp. 17–29
- "The Disclosure of the Intervening Image: Ibn 'Arabî on Death", Discourse, Vol. 24, No. 1, Mortals to Death (Winter 2002), pp. 51–62
- "The Pluralistic Vision of Persian Sufi Poetry", Islam and Christian-Muslim Relations, Vol. 14, No. 4 (October 2003), pp. 423–428
- "The central point : Qunawi's role in the school of Ibn 'Arabi", Journal of the Muhyiddin Ibn 'Arabi Society, Vol. 35, 2004, pp. 25–45
- "Slumber Seizes Him Not - The remedy for forgetfulness", Parabola, Vol. 30, No. 1, 2005 : 32
- "Spirit, body and in-between - ambiguity and the intermediate realm", Parabola, Vol. 30, No. 3, 2005 : 6
- "The wisdom of animals", Journal of the Muhyiddin Ibn 'Arabi Society, Vol. 46, 2009, pp. 27–37
- "The anthropology of compassion", Journal of the Muhyiddin Ibn 'Arabi Society, Vol. 48, 2010, pp. 1–17
- "The religion of love revisited", Journal of the Muhyiddin Ibn 'Arabi Society, Vol. 54, 2013, pp. 37–59
- "Love in Islamic Thought", Religion Compass, Vol. 8, No. 7 (2014), pp. 229–38

### Volúmenes editados
- With Seyyed Hossein Nasr (vols. 1-3) and Peter Zirnis (vols. 2-3), An Annotated Bibliography of Islamic Science (Tehran: Imperial Iranian Academy of Philosophy, 1975–78, vols. 1-2; Tehran: Cultural Studies and Research Institute, 1991, vol. 3).
- 'Abd al-Rahmân Jâmî, Naqd al-nusûs fi sharh naqsh al-fusûs, Persian and Arabic text with critical apparatus, notes, English and Persian introductions, indexes (Tehran: Imperial Iranian Academy of Philosophy, 1977).
- The Works of Seyyed Hossein Nasr Through His Fortieth Birthday. Edited and Introduced (Uppsala: University of Utah Press, 1977).
- The Inner Journey: Views from the Islamic Tradition. Edited and Introduced (Sandpoint, ID: White Thread Press, 2007).
- The Essential Seyyed Hossein Nasr. Edited and Introduced (Bloomington, IN: World Wisdom, 2007).

### Traducciones
- Muhammad Husayn Tabataba'i, A Shi'ite Anthology (Albany: State University of New York Press, 1981).
- Javad Nurbakhsh, Sufism [I] : Meaning, Knowledge, and Unity (New York: Khaniqahi-Nimatullahi, 1981).
- Fakhr al-Din 'Iraqi, Divine Flashes. Translated with P.L. Wilson (New York: Paulist Press, 1982).
- Javad Nurbakhsh, Sufism [II]: Fear and Hope, Contraction and Expansion, Gathering and Dispersion, Intoxication and Sobriety, Annihilation and Subsistence (New York: Khaniqahi-Nimatullahi, 1982).
- Ali ibn Abi Talib, Supplications (Du'â), (London: Muhammadi Trust, 1982).
- Zayn al-'Abidin, The Psalms of Islam. Translated and introduced (London: Muhammadi Trust, 1988). Reprinted as The Psalms of Islam: English Version (UK: al-Mahdi Institute, and Marsta, Sweden: Me'raj Educational Publishers, 2007).
- Javad Nurbakhsh, Sufism IV: Repentance, Abstinence, Renunciation, Wariness, Humility, Humbleness, Sincerity, Steadfastness, Courtesy (London: Khaniqahi-Nimatullahi, 1988).
- William Chittick (editor), Faith and Practice of Islam: Three Thirteenth Century Sufi Texts (Albany: State University of New York Press, 1992).
- 'Abd al-Rahman Jami, Gleams. Translated in Sachiko Murata, Chinese Gleams of Sufi Light: Wang Tai-yu's Great Learning of the Pure and Real and Liu Chih's Displaying the Concealment of the Real Realm (Albany: State University of New York Press, 2000).
- Mulla Sadra, The Elixir of the Gnostics. Translated, Edited, and Introduced (Provo: Brigham Young University Press, 2003).
- Shams al-Din Tabrizi, Me and Rumi: The Autobiography of Shams-i Tabrizi. Annotated and Translated (Louisville, KY: Fons Vitae, 2004).[11]
- Ibn Arabi, select translations from The Meccan Revelations. Translated by Michel Chodkiewicz (ed.), The Meccan Revelations (New York: Pir Press, 2004).
- Sadr al-Din al-Qunawi, The Texts. Translated in Seyyed Hossein Nasr and Mehdi Aminrazavi (eds.), An Anthology of Philosophy in Persia, vol. 4 (London: I.B. Tauris in association with The Institute of Ismaili Studies, 2012). Note: The translation of this text in this volume is slightly abridged. For the complete translation, see https://www.academia.edu/8101330/Sadr_al-Din_Qunawi_The_Texts_al-Nusus_
- Aqa Muhammad Rida Qumsha'i, On the Oneness of Existence, or Rather, the Existent and Addendum to the Ringstone on Seth from 'The Ringstones of Wisdom': On the Topics of Friendship. Translated in Seyyed Hossein Nasr and Mehdi Aminrazavi (eds.), An Anthology of Philosophy in Persia, vol. 5 (London: I.B. Tauris in association with The Institute of Ismaili Studies, 2015).
- Rashid al-Din Maybudi, select translations from The Unveiling of the Mysteries and the Provision of the Pious (Louisville: Fons Vitae, 2015). Also available online at Altafsir.com.
- Ahmad Sam'ani, The Repose of the Spirits: A Sufi Commentary on the Divine Names. Translated and Introduced (Albany: State University of New York Press, 2019).